# 취민유도
취민유도(取民有度)는 고려 태조 왕건이 내세운 조세 정책의 기본 이념이다. 취민유도는 백성에게 조세를 수취할 때에 일정한 법도가 있어야 한다는 뜻으로, 유교적 민본 이념을 나타내는 말이다.
태조 왕건은 후삼국의 분열이 신라 사회의 모순과 지방 세력의 대두로 말미암아 일어난 일이며, 그러한 사회 혼란의 근본 원인이 가혹한 고대적 조세 제도에서 비롯된 경제 모순에 있다고 보았다. 왕위에 오른 뒤 태조는 취민유도를 내세워 호족들이 지나치게 세금을 거두지 못하도록 하고, 조세 제도를 합리적으로 조정하여 세율을 10분의 1로 낮추었다.